# Hepatite alcoólica
Hepatite alcoólica é a hepatite (inflamação do fígado) devido ao consumo excessivo de álcool. Embora distinta cirrose, a hepatite alcóolica é considerada como o primeiro estágio da doença hepática alcoólica. Os sintomas são icterícia, ascite (acúmulo de líquido na cavidade abdominal), fadiga e encefalopatia hepática (disfunção do cérebro devido à insuficiência hepática). Os casos leves são auto-limitados, mas os casos graves têm um alto risco de morte. Os casos graves podem ser tratados com glicocorticóides.